# Excentradenia adenophora
Excentradenia adenophora là một loài thực vật có hoa trong họ Malpighiaceae. Loài này được (Sandwith) W.R.Anderson mô tả khoa học đầu tiên năm 1997.